# Nouruz

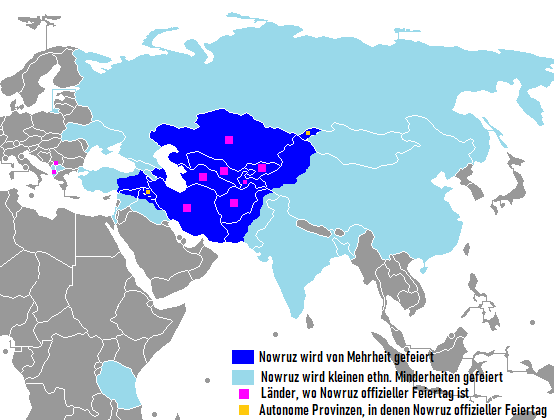
Staaten, in denen Nouruz gefeiert wird

Nouruz (persisch نوروز, DMG Naurūz, anhörenⓘ; kurdisch نه‌ورۆز Newroz, türkisch Nevruz, uigurisch نورۇز Noruz; übersetzt „Neuer Tag“) ist der Name des Neujahrs- und Frühlingsfestes, das vor allem im persischen Kulturraum mit dem Frühlingsbeginn 21. März zur Tag-und-Nacht-Gleiche, dem Tag des astronomischen Eintritts der Sonne in den Frühlingspunkt, gefeiert wird. Der Tag fällt auf den 20. oder 21. März und sein Beginn entsprechend dem Beginn der Tag-und-Nacht-Gleiche auf unterschiedliche Uhrzeiten. Vor gut 2000 Jahren war der Frühlingspunkt aufgrund der Präzession der Erdachse noch an der Grenze zwischen dem Sternbild Fische und dem Sternbild Widder, die die Sonne an diesem Tag in Richtung Sternbild Widder überquerte.

## Etymologie

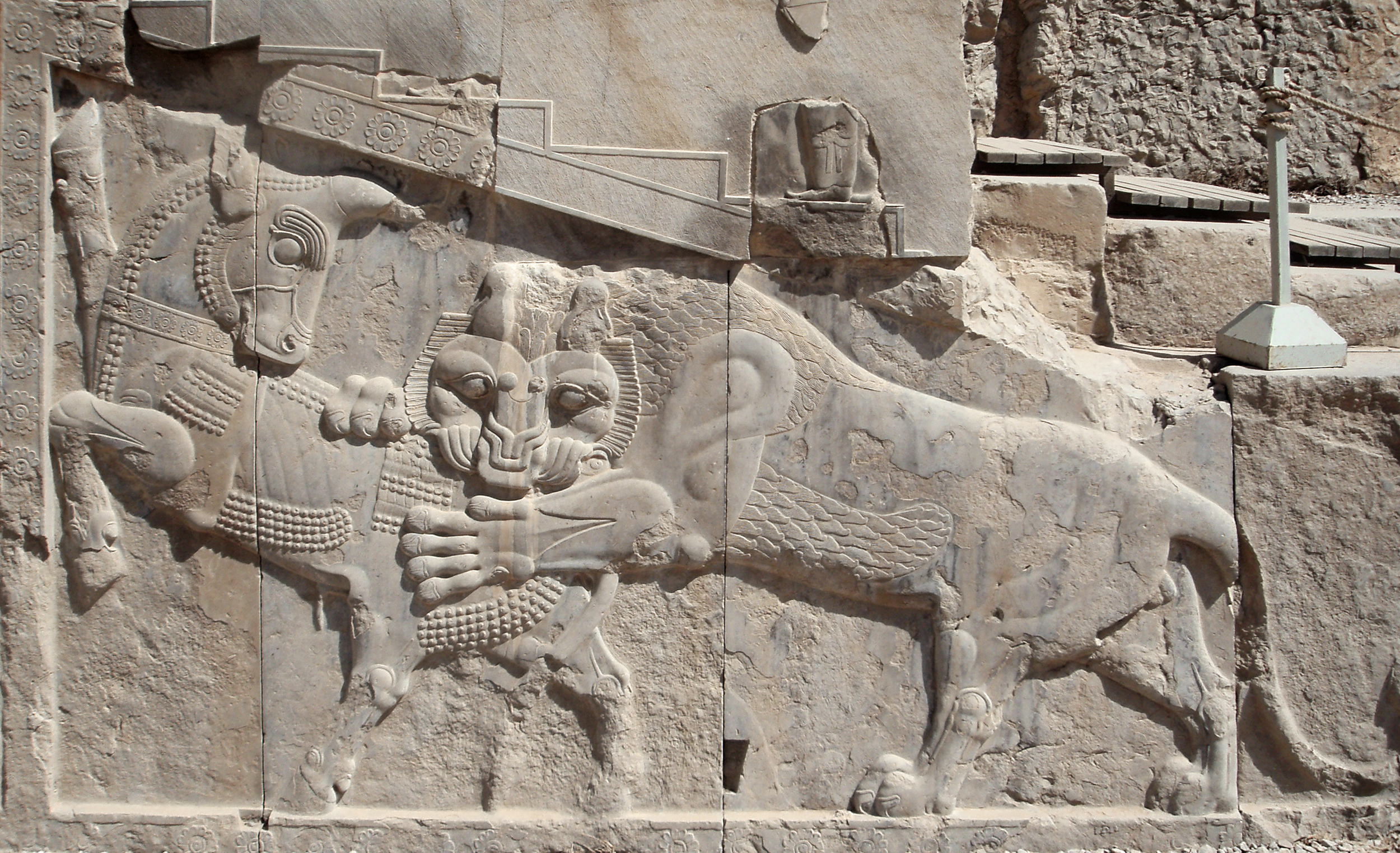
Der Kampf zwischen Stier (Symbol für die Erde) und Löwe (Symbol für die Sonne) als Sinnbild des Zoroastristischen Nouruz, Persepolis, Iran

Wörtlich übersetzt heißt Nouruz ‚neuer Tag‘ (nou oder nau ‚neu‘; ruz ‚Tag‘). Die Wörter روز rūz, رۆچ roç oder رۆژ roj in iranischen Sprachen, die für ‚Tag‘ stehen, gehen auf das ur-indoiranische Rauça (sprich „Rautscha“) zurück, was wiederum vom ur-indoeuropäischen *Leuk- stammt, woraus auch das Wort „Licht“ im Deutschen entstanden ist. In iranischen Sprachen erfolgte eine Lautverschiebung von [⁠l⁠] nach [⁠r⁠] und von [⁠k⁠] nach [⁠č⁠].
Im altiranischen Avestisch wurde Raôçah tatsächlich für Licht benutzt, ‚neu‘ hieß navā. Die altpersische Form lautete Rauçah. Auf Alt-Indoarisch war Roçiş (sprich Rotschisch) in Verwendung.
Der heutige Begriff Nou-Roz wurde zum ersten Mal im 2. Jahrhundert erwähnt.

## Geschichte
Bis ins 1. Jahrhundert v. Chr. markierte im iranischen Hochland die Sommersonnenwende den Jahreswechsel, der mit großen Erntefesten begangen wurde. Unter den Achämeniden (6. bis 4. Jahrhundert v. Chr.) wurde die Frühlings-Tagundnachtgleiche zum offiziellen Jahresbeginn. Bei den iranischen Völkern in Iran, Tadschikistan und Afghanistan wird dieser Zeitpunkt bis heute von Astronomen auf die Stunde und Minute genau berechnet. An diesem Tag wurde die landwirtschaftliche Grundsteuer (Charadsch) erhoben. Die Tradition des Neujahrsfestes hat sich bis heute erhalten und bis nach Ostafrika ausgebreitet.
Eine der bekanntesten Versionen zur Entstehung des Neujahrsfestes hat der persische Dichter Firdausi (um 940 bis 1020/1026) in seinem Schāhnāme („Königsbuch“) festgehalten. Firdausi legt die Einsetzung des Neujahrsfestes Nouruz in die Regierungszeit von Dschamschid. Dschamschid war der vierte König aus dem mythischen Herrschergeschlecht der Kayaniden. Er gebot über alle Bestien, Dämonen und Engel. Er war König und gleichzeitig oberster Priester des Ormozd (mittelpersisch für Ahura Mazda). Firdausi schreibt über Dschamschid:

„Da saß, wie die glänzende Sonn’ auf der Luft,
Der Schah, der kein Gebot widerruft.
Juwelen ihm streuend standen sie,
den Tag Neujahrtag nannten sie.
Jahranfang, Hormus des Ferwedin
War’s, als die Freude der Welt erschien.
[…]
Aus jenen Tagen solch froher Tag
Blieb uns von jenem Fürsten nach.“

Bei den Parsen in Indien heißt dieser Tag daher immer noch Dschamschēd-i Nawrōz. In Persien war der Tag über die Jahrhunderte der wichtigste weltliche Feiertag, aber auch in den kurdischen Provinzen des Osmanischen Reiches galt er als gesetzlicher Feiertag. Er wurde als großes Volksfest begangen, bei dem Reiterspiele stattfanden und sich die Menschen auf Plätzen und in den Straßen versammelten, Feuer anzündeten und sich gegenseitig mit Wasser bespritzten. Zu Zeiten der Achämeniden war an Nouruz die Bevölkerung für eine gewisse Zeit nicht mehr steuerpflichtig. Der Tag war aber auch aus ganz anderen Gründen wichtig. Denn an Nouruz kamen Vertreter der unterworfenen Völker nach Persien und brachten dem persischen König Geschenke. Nach dem Untergang des vorislamischen Sassanidenreichs Mitte des 7. Jahrhunderts und der folgenden Islamisierung Persiens wurde Nouruz an unterschiedlichen Tagen begangen. Zunächst lag Nouruz auf dem 18. Juni. Der Kalif al-Mutawakkil verlegte den Tag auf den 17. und al-Mu'tadid auf den 11. Juni. Bei einer Kalenderreform unter dem Seldschukenherrscher Malik Schah I. wurde Nouruz im Jahre 1079 auf den 15. März festgelegt. Heute wird Nouruz am 20. oder 21. März gefeiert. In Iran und bei den Kurden hat sich bis heute sein Charakter als Übergangsritual erhalten. Zur Vorbereitung auf den neuen Lebensabschnitt werden neue Kleider angezogen und als Zeichen für das Winterende werden Lagerfeuer angezündet, über die gesprungen wird und um die herum vor allem die Jungen tanzen und singen. Die Frauen bereiten ein Festessen vor und gemeinsam gehen Verwandte und Freunde in einen Park oder zu einem Ausflugsort. Manchmal wird eine Musikkapelle engagiert, meistens ziehen die Musiker von einer Versammlung zur nächsten und spielen je nach Geschmack traditionelle, politische oder Liebeslieder.
Mit der Verbreitung nationalistischer Ideen im 20. Jahrhundert erhielt das Fest bei den Kurden eine stärkere politische Bedeutung. Sie feiern das Neujahr am 21. März als Symbol des in der iranischen Mythologie überlieferten erfolgreichen Widerstandes gegen Unterdrückung. Im Zentrum dieser Vorstellung stehen die Legenden um den unter anderem als kinderfressenden Drachenkönig vorgestellten Tyrannen Zohak (Dahak, Dahaq) und seinen Bezwinger, den Schmied Kaveh. Gemeinsam mit der Bevölkerung zog Kaveh los und erschlug Zohak. Aus Freude entfachten die Menschen ein Feuer, das die Nachricht im ganzen Land verbreitete. Dies hat sich der Überlieferung nach am 21. März im Jahr 612 v. Chr. zugetragen. Historisch korrespondiert dieses Jahr mit dem Sieg der Meder über die Assyrer bei Ninive. In einer ebenfalls gängigen Form wird die Legende zum Ursprungsmythos erweitert.
Im Bahai-Kalender ist Nouruz (Naw-Ruz) einer von neun Feiertagen, er markiert den Beginn des neuen Jahres und das Ende der neunzehntägigen Fastenzeit der Bahai.
Seit dem letzten Jahrhundert hat sich Nouruz weit über Iran, die Türkei, den Irak, Syrien und Zentralasien verbreitet. Außerdem feiern heute Menschen Nouruz in Russland und auf dem Balkan. Jedes Land hat seine spezifische Schreibweise und Aussprache des Begriffs „Nouruz“. Seit dem 10. Mai 2010 ist Nouruz auf Beschluss der 64. Generalversammlung der Vereinten Nationen als „internationaler Nouruz-Tag“ anerkannt. Die Generalversammlung stellte in ihrer Erklärung fest, dass „Nouruz ein Frühlingsfest ist, das von mehr als 300 Mio. Menschen seit mehr als 3000 Jahren auf der Balkanhalbinsel, in der Schwarzmeerregion, im Kaukasus, in Zentralasien und im Nahen Osten gefeiert wird“. Am 30. September 2009 nahm die UNESCO den Nouruz-Tag in die Repräsentative Liste des immateriellen Kulturerbes der Menschheit auf.

## Bräuche und Zeremonien

### Haft Sin

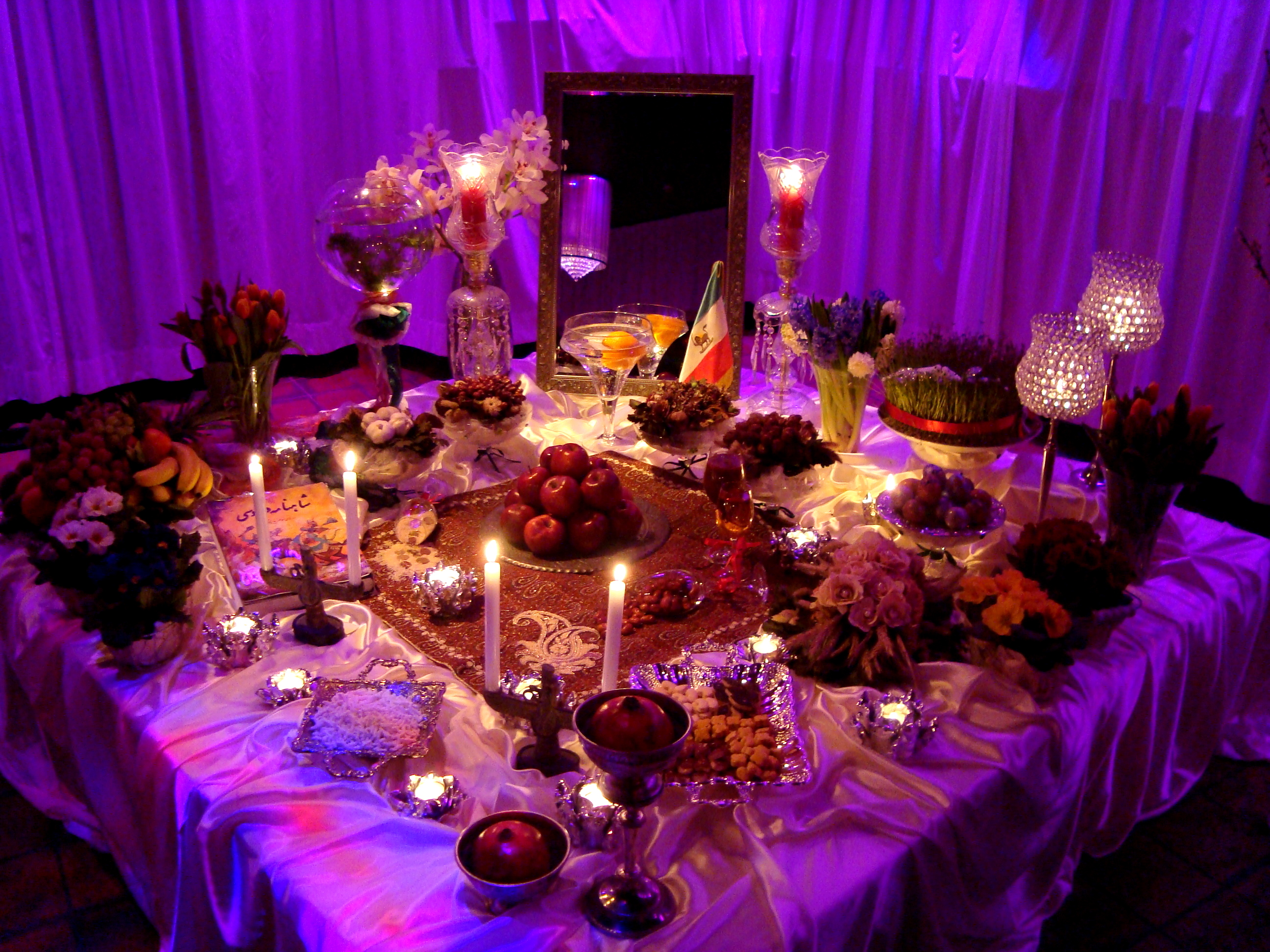
Haft Sin ist eine der Traditionen des von den iranischen Völkern gefeierten Neujahrsfests.

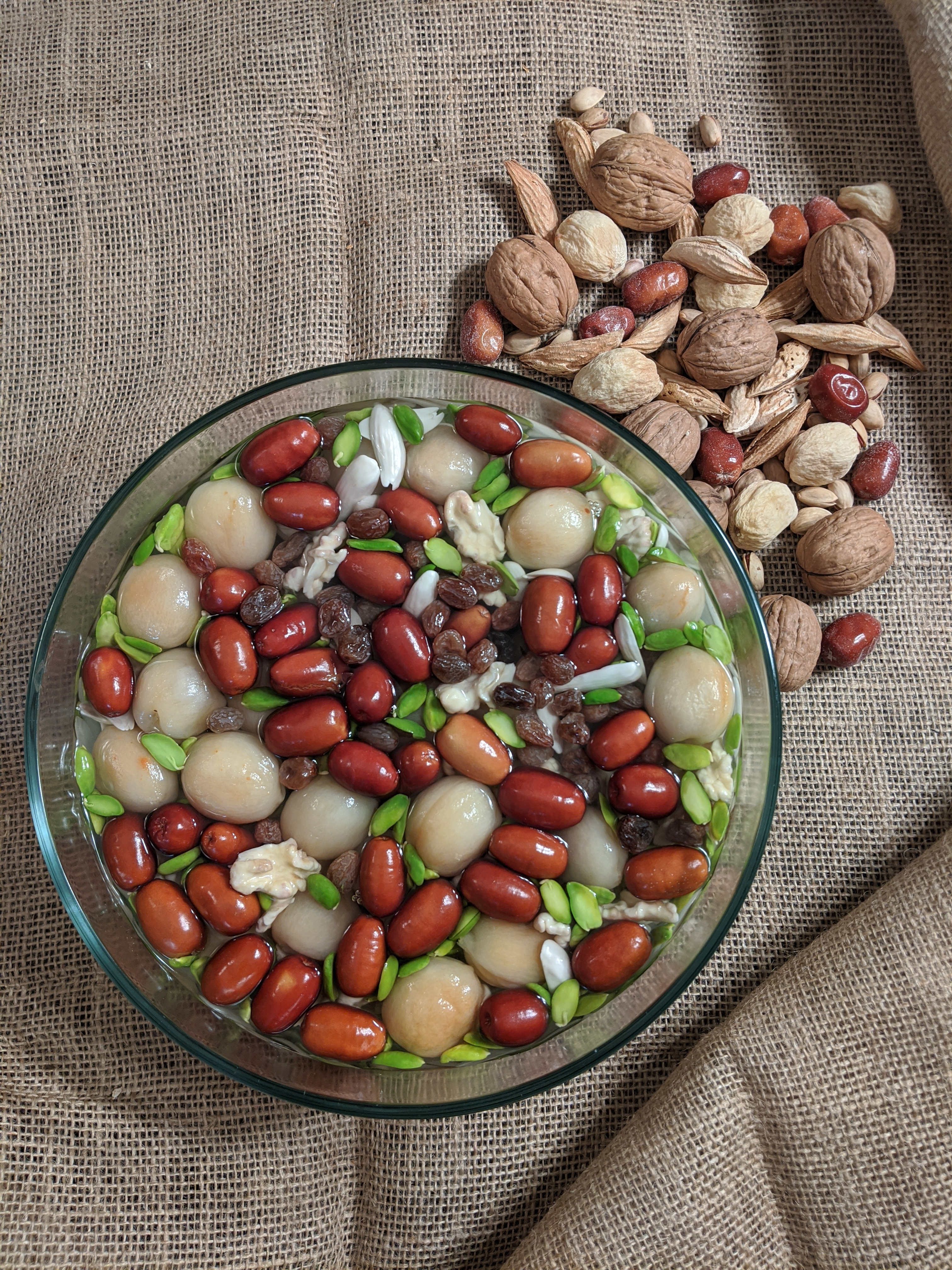
Haft Mewa

Nouruz findet am Frühlingsanfang, am 20. oder 21. März statt (paschtunisch نوى کال Nawe Cal, deutsch ‚Neujahr‘ oder Sperli ‚Frühling‘, persisch سال نو Sâle No, ‚neues Jahr‘). Wichtigster Bestandteil des Neujahrsfestes ist die Zubereitung des Haft Sin ‚Sieben S‘, dessen Teile mit dem persischen Anfangsbuchstaben Sīn („S“) beginnen müssen. Das sind: Sekke – Münzen; Sib – Apfel; Somach – ein persisches Gewürz (Gewürzsumach); Sombol – die Hyazinthen; Sir – Knoblauch; Sabseh – ‚Grünzeug‘, typischerweise keimender Weizen, Gerste, Kresse oder Ähnliches; und Serke – Essig. Ebenso wichtig ist das aus sieben Früchten bestehende Neujahrsgetränk Haft Mewa. Es werden sieben Speisen zubereitet, die möglichst mit dem Buchstaben „S“ beginnen sollten und die sieben Tugenden des Zoroastrismus symbolisieren, und zusammen mit Samanak (Keimlinge aus sieben Getreidesorten), einem Spiegel, einer Kerze und einem heiligen oder wichtigen Buch (dem Koran bei Muslimen, der Bibel bei Christen, der Avesta oder einem Bild Zarathustras bei Zoroastriern oder einem Gedichtsbuch) auf einem Tisch gedeckt.

### Amu Nouruz, Naneh Sarma und Hadschi Firuz

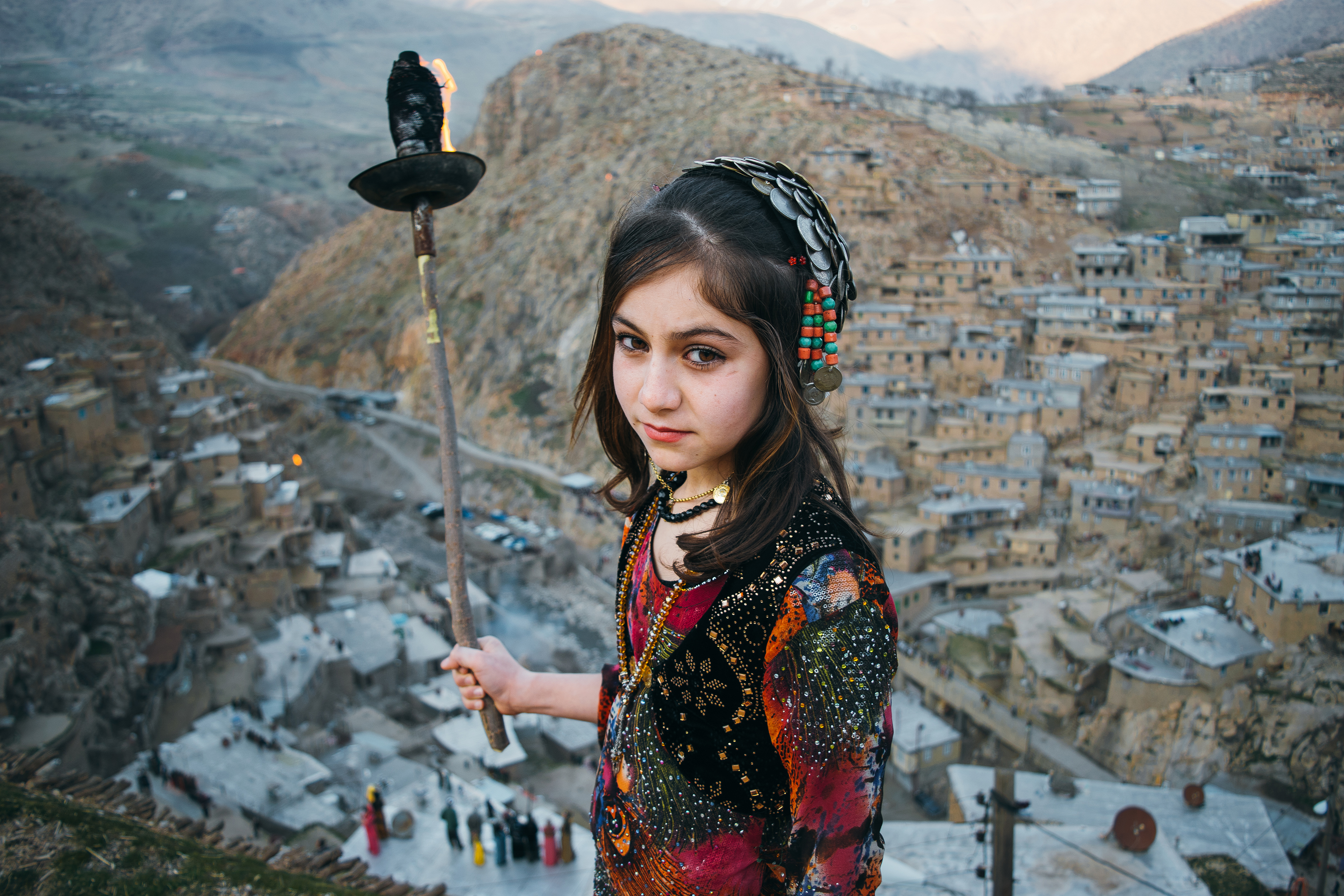
Ein kurdisches Mädchen aus einem Dorf in Iran. Sie hält anlässlich des Nowruz-Festes einen Stab zum Entzünden des Neujahrsfestfeuers in der Hand.

Zu den Neujahrsfeierlichkeiten sind auch die Reise und Geschenke von Amu Nouruz bekannt, der von einem tanzenden, scherzenden und musizierenden Hadschi Firuz begleitet wird und nach der Tradition nur einmal im Jahr zu Nouruz in die Nähe seiner geliebten Gattin Naneh Sarma kommt, von der er sonst das ganze Jahr über getrennt ist. Er trifft sie schlafend an und entfernt sich wieder, so dass sie wieder ein Jahr auf seine Rückkehr warten muss.

### Tschahar Schanbe Suri

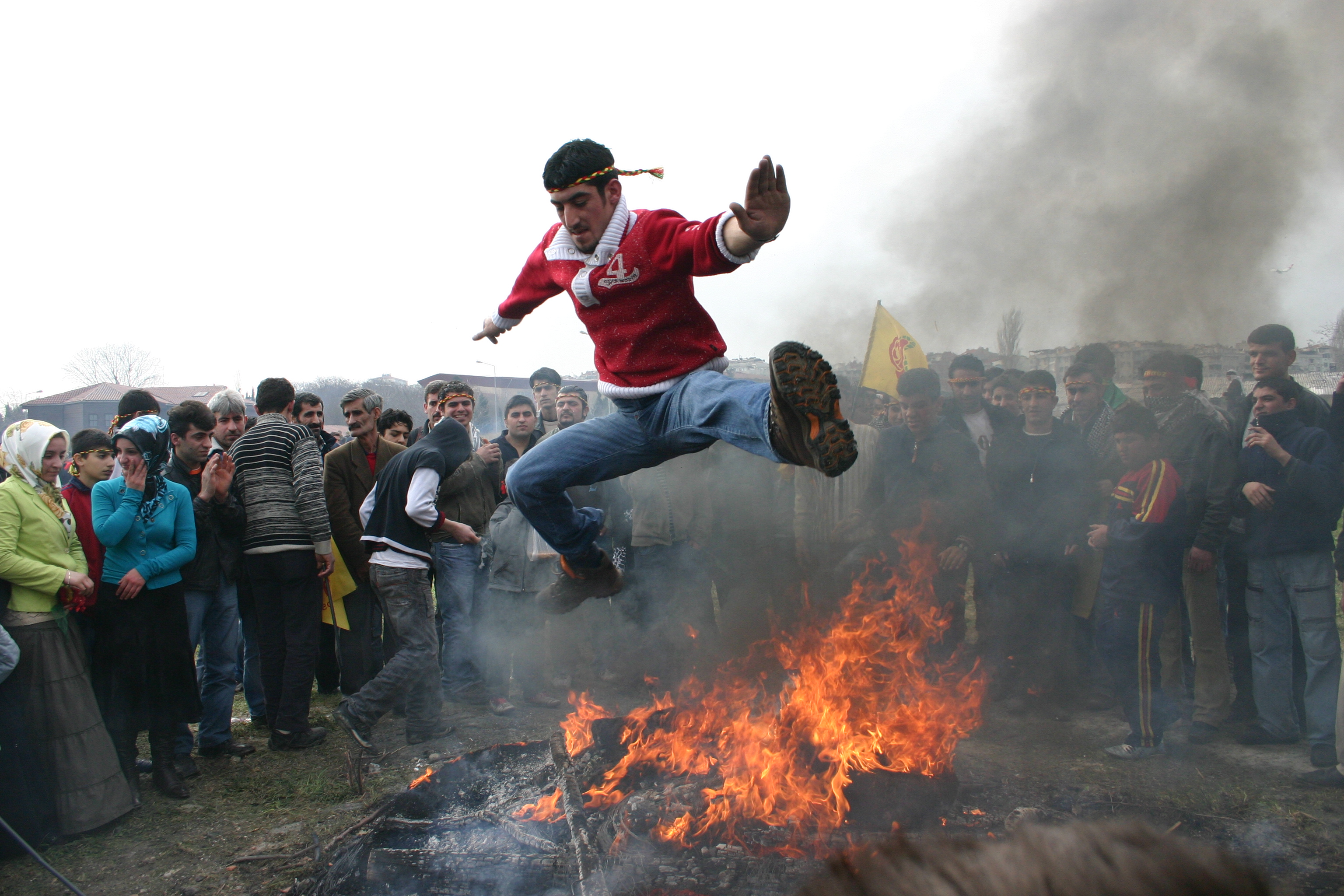
Tschahar Schanbe Suri ‚Mittwochsfeuer‘ bei einer kurdischen Nouruzfeier in Istanbul

Am Vorabend des letzten Mittwochs vor Nouruz wird das Tschahar Schanbe Suri ‚Mittwochsfeuer‘ angezündet. Dieser altiranische (zoroastrische) Brauch gehört zu den wichtigsten Ritualen des persischen Neujahrfestes. Am Abend davor gehen manchmal verkleidete Kinder und Jugendliche von Haus zu Haus, schlagen dabei auf Töpfe und Topfdeckel und erhalten Süßigkeiten oder andere kleine Geschenke von den Bewohnern.

### Sizdah bedar

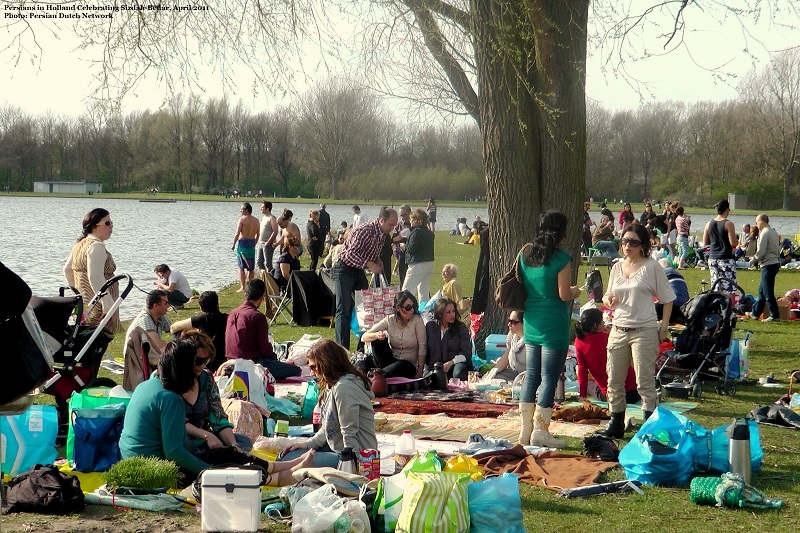
Iraner in den Niederlanden feiern Sizdah Bedar, April 2011

Sizdah bedar ist ein Brauch, bei dem man sein Haus verlässt, um in der Öffentlichkeit zu feiern. Dies geschieht am dreizehnten (sizdah) Tag des Monats Farwardin im Iranischen Kalender (entspricht dem 1. oder 2. April), dem letzten Tag der Feierlichkeiten zum Nouruz. Dabei wird unter anderem das Sabseh des Haft Sin in einen Fluss geworfen.

## Verbreitung

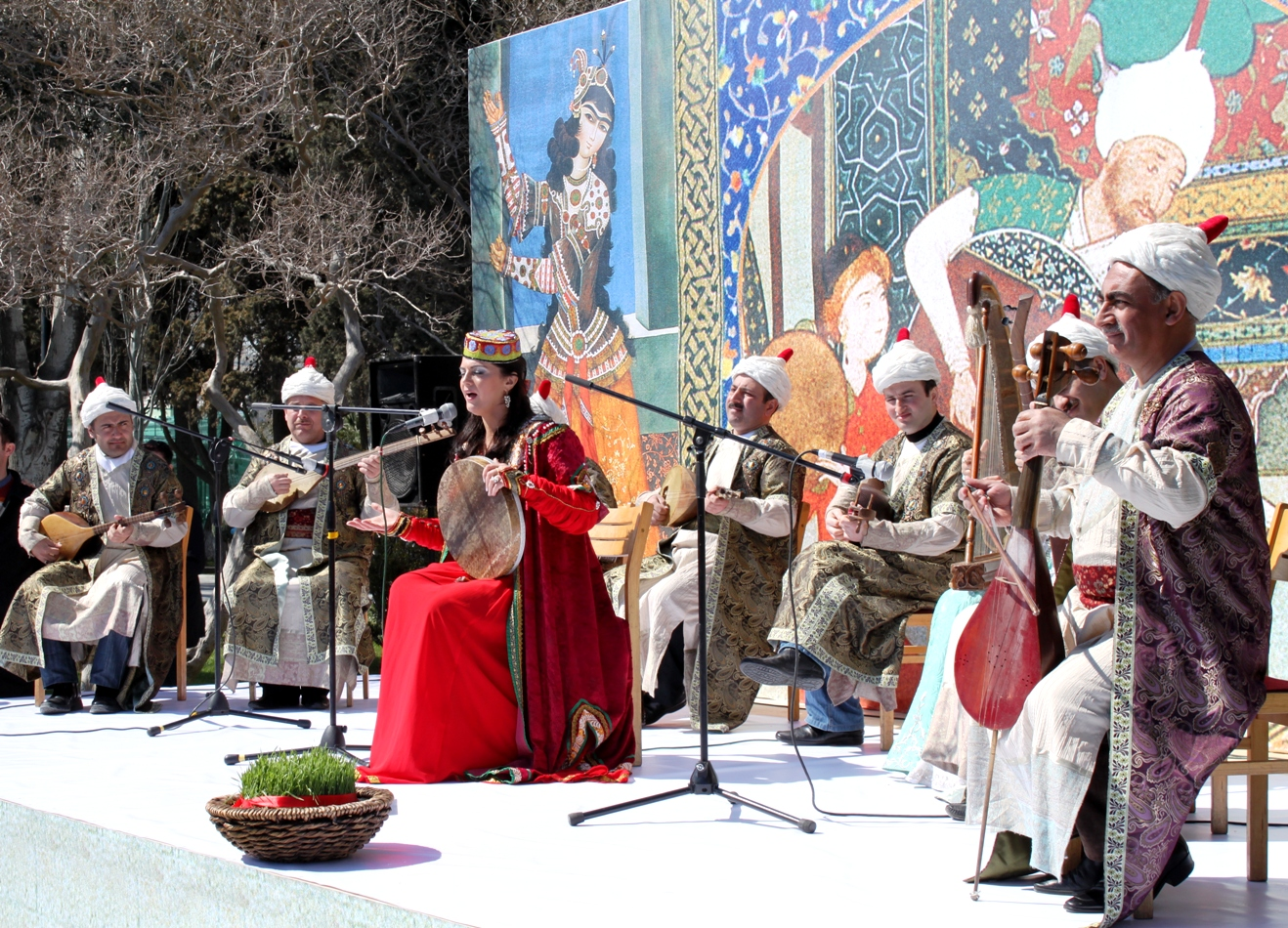
Novruz in Aserbaidschan

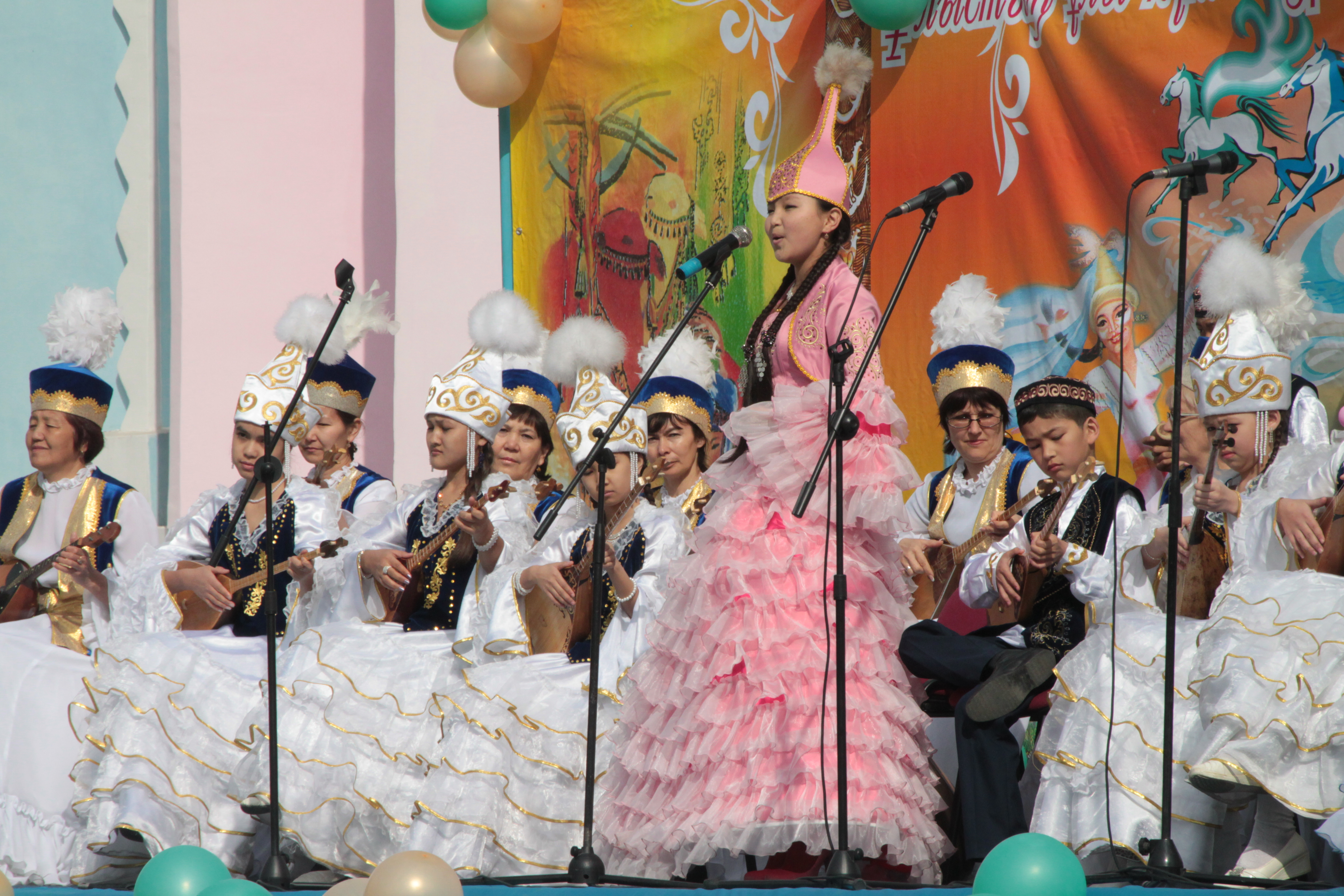
Nouruz in Tekeli, Kasachstan

Die Begehung des Festes lässt sich zurückverfolgen bis zu den zoroastrischen Vorfahren der heutigen iranischen Völker. Nouruz ist offizieller Feiertag im Nord-Irak (Autonome Region Kurdistan), in Iran, Aserbaidschan, Afghanistan, Kasachstan, Kirgisistan, teilweise und inoffiziell in Pakistan, Syrien, Tadschikistan, Turkmenistan, in der Türkei, in Usbekistan (zwei Tage), Georgien (ein Tag) und Indien bei den Parsen als Jamschidi-Fest (siehe auch Holi). Gefeiert wird Nouruz auch bei den verbliebenen osmanisch-türkischen Bevölkerungsgruppen im südosteuropäischen Raum (Balkan) wie in Albanien (wo es als einzigem Land in Europa ein staatlicher Feiertag ist und vor allem von der Bektaschi-Gemeinde begangen wird), Bosnien und Herzegowina, Bulgarien, Griechenland, Moldau, Nordmazedonien und Rumänien. Nouruz genießt eine sehr hohe Bedeutung bei allen kurdischen sowie belutschischen Stämmen und anderen hier nicht genannten iranischen Völkern.
Vor der Kalenderkorrektur durch den Astronomen Omar Chayyām 1079 wurde das Frühlingsfest zwischen Ende Februar und Ende März etwa 40 Tage lang gefeiert. Das Fest wird seit der Islamisierung der Gegend am Mausoleum, genannt nach dem Vetter und Schwiegersohn des Propheten Mohammed ʿAlī ibn Abī Tālib, in der nordafghanischen Stadt Masar-e Scharif der Provinz Balch (ehemals Baktra) vierzig Tage lang unter dem Titel Melâe Gole Sorx (Melā-ye gol-e sorch, „Tulpenfest“) gefeiert. Dort soll sich ein zoroastrischer Tempel befunden haben. Die Stadt ist eine heimliche Hauptstadt des Nowruz-Festes. Auch während der Talibanherrschaft wurde dort das Fest und dessen Zeremonien gefeiert.

### Nowruz in den einzelnen Staaten
| Staat               | Anteil der Volksgruppen, die Nowruz feiern (ca.) | Volksgruppen, die Nowruz feiern | Feiertag?              |
| ------------------- | ------------------------------------------------ | --- | ---------------------- |
| Afghanistan         | > 99 %                                           | Alle (Paschtunen, Tadschiken, Hazara, Perser, Turkvölker, Belutschen, zum Teil Nuristani und andere)                                                                      | Ja                     |
| Tadschikistan       | > 99 %                                           | Fast alle (Tadschiken, Usbeken, Kirgisen, Jagnoben, Pamir-Völker und andere), Russen eher nicht                                                                           | Ja                     |
| Iran                | 98 %                                             | Alle iranischen Völker (Perser, Kurden, Gilaki etc.), alle Turkvölker (Aserbaidschaner, Qashqai, Turkmenen etc.), Armenier, zum Teil Georgier; Arabische Minderheit nicht | Ja                     |
| Aserbaidschan       | 97 %                                             | Fast alle (Aserbaidschaner, Armenier, Talyshen, Lesgier, Tat u. a.) | Ja                     |
| Turkmenistan        | > 99 %                                           | Turkmenen und kleine Minderheiten (Belutschen, Kurden, Perser) außer Russen.                                                                                              | Ja                     |
| Usbekistan          | 96 %                                             | Alle (Usbeken, Tadschiken, Karakalpaken und andere) außer Russen | Ja                     |
| Kirgisistan         | > 98 %                                           | Alle Turkvölker (Kirgisen, Usbeken), Tadschiken | Ja                     |
| Kasachstan          | 80 %                                             | Kasachen und andere Turkvölker und iranische Völker | Ja                     |
| Pakistan            | 20–30 %                                          | Alle iranischen Völker (Paschtunen, Belutschen, Parsen, Persischsprachige, Pamiri und andere), Balti, zum Teil Brahui, manche dardische Stämme, Schiiten                  | Nein                   |
| Türkei              | 20 %                                             | Kurden, Zaza und andere iranische Völker, Aserbaidschaner, Turkmenen, Turoyo                                                                                              | Nein                   |
| Irak                | 20 %                                             | Kurden, Perser, Luren, Turkmenen, Aserbaidschaner | regional (Kurdistan)   |
| Armenien            | 10–99 %                                          | Manche Armenier, Aserbaidschaner, Kurden | Nein                   |
| Syrien              | 10–20 %                                          | Kurden, Turkmenen | regional (Rojava)      |
| Russland            | 5 %                                              | Tataren und zum Teil auch andere muslimische Turkvölker, Osseten, Tat, Lesgier                                                                                            | Nein                   |
| Bangladesch         | < 2 %                                            | Schiitische Minderheit | Nein                   |
| Israel              | 1–5 %                                            | Juden, die aus dem iranischen Kulturraum stammen (Bucharische Juden, Persische Juden, Kurdische Juden und andere)                                                         | Nein                   |
| Volksrepublik China | 1 %                                              | Muslimische Turkvölker (Uiguren, Kasachen, Kirgisen), Tadschiken | Nein                   |
| Ukraine             | < 1 %                                            | Krimtataren und andere Tataren sowie Gagausen | Nein                   |
| Tansania            | < 1 %                                            | Schirasi | Nein                   |
| Georgien            | k. A.                                            | Osseten, Kurden, Aserbaidschaner, zum Teil Georgier und Armenier | Ja                     |
| Albanien            | k. A.                                            | Bektaschi | Ja                     |
| Kosovo              | k. A.                                            | Bektaschi | Ja                     |
| Indien              | k. A.                                            | Kashmir-Völker, zum Teil muslimische Minderheit, Parsen und Perser | Nein                   |
| Mongolei            | k. A.                                            | Muslimische Turkvölker | regional (Bayan-Ölgii) |

### Die Bedeutung des Nouruz im Bahaitum
Das Bahaitum griff das Nouruz-Fest auf und weitete dessen Bedeutung aus. Im Bahai-Kalender ist Nouruz (Naw-Ruz) einer von neun Feiertagen, er markiert den Beginn des neuen Jahres und das Ende der neunzehntägigen Fastenzeit der Bahai. Das Neujahrsfest ist auf den Tag der Frühjahrstagundnachtgleiche und den Frühlingsbeginn auf der nördlichen Halbkugel gelegt. Nouruz ist für die Bahai nicht länger nur ein nationales Fest für Iraner, Kurden und Afghanen, sondern ein religiöses Fest mit einer tiefen spirituellen Bedeutung: Durch den Neubeginn des Jahreszyklus in der Natur und das Ende der dunklen Jahreszeit steht Nouruz symbolisch für die geistige Erneuerung. Die Tatsache, dass Nouruz auf dem Tag der Frühjahrstagundnachtgleiche liegt, ist ein Symbol für die Manifestationen Gottes (wie Jesus Christus, Buddha, Mose), die die göttliche und menschliche Natur in sich vereinen.
Über den Nouruz-Tag schreibt Bahāʾullāh: „Dieser Tag ist wahrlich die Krone aller Monate und deren Ursprung, der Tag, da der Odem des Lebens über alles Erschaffene weht. Groß ist der Segen dessen, der ihn mit Heiterkeit und Frohmut begrüßt. Wir bezeugen, dass er in Wahrheit zu denen gehört, die ihr Ziel erreicht haben.“
Durch die Ausbreitung des Bahaitums hat sich dieses ursprünglich ethnische indoiranische Fest globalisiert. Es wird weltweit von allen Bahai gefeiert.

### Nouruz in den Turkstaaten
Infolge der seit jeher bestehenden kulturellen Verbindung der Turkvölker mit Iran ist das Fest auch unter den turksprachigen Völkern bekannt, auch wegen des universellen Charakters als Frühlingsfest.

#### Aserbaidschan
Auch in Aserbaidschan hat das Novruz-Fest eine große Bedeutung. Obwohl während der Sowjetherrschaft die Russen das Fest verboten hatten, zelebrierten die meisten aserbaidschanischen Türken das Fest weiterhin. Der Novruz-Feiertag ist einer der wichtigsten und beliebtesten Feiertage des aserbaidschanischen Volkes. Er markiert die Ankunft des Frühlings, die Erneuerung der Natur, und wird an der Frühlings-Tagundnachtgleiche vom 20. bis 21. März – dem Beginn des astronomischen Neujahrs – gefeiert. Der Ursprung von Novruz geht auf alte Bräuche, Natur- und Fruchtbarkeitskult sowie auf den Glauben an den Niedergang und den Aufstieg der Natur zurück. In dem Monat vor Novruz werden jeden Mittwoch nacheinander die vier Elemente der Natur gefeiert: Wasser, Feuer, Erde und Luft (oder Wind). Das letzte Element İlaxır Çərşənbə steht für die Zeit, in der die Blätter aufblühen und der Frühling endlich beginnt. Symbole sind unter anderem Samani. Der Anbau von Samani (grün sprießender Weizen) ist die heiligste Novruz-Zeremonie als Vorbote des Frühlings. Der Samani-Keimling symbolisiert die Aussaat und eine reiche Ernte. Er steht für Getreide, Brot, Vermehrung und Überfluss. Getreide und Überfluss ist ein Pfand für das Leben, die Existenz, die wichtigste materielle Notwendigkeit für das Leben. Die Menschen haben schon immer Samani aus Weizen, Gerste, Erbsen, Linsen oder anderen Getreidearten in Kupfergerichten angebaut; sie haben es immer verehrt und sich über sein Keimen gefreut. Am Abend stecken Kinder Hüte unter die Türen der Nachbarn und verstecken sich, um darauf zu warten, dass die Nachbarn die Hüte mit Feiertagsgeschenken füllen. Nach dem Sonnenuntergang versammeln sich die Menschen auf den Straßen, um Freudenfeuer anzuzünden, um sie herum zu tanzen und über sie zu springen, um ihre Seelen zu reinigen und böse Geister abzuwehren. Einer der wichtigsten Teile der Festtafel ist Xonça – ein Tablett gefüllt mit Süßigkeiten, Nüssen, Kerzen und bemalten Eiern. Jede der für Novruz gebackenen Süßigkeiten hat eine symbolische Bedeutung. Baklava repräsentiert die vier Teile der Welt, Qoğal die Sonne, Şəkərbura den Mond und die bemalten Eier sind ein Symbol des Lebens. Samani schmückt die Mitte des Tabletts und ist mit einem roten Band gebunden.
Die Hauptfeierlichkeiten während des Novruz-Festes finden gewöhnlich an den Wänden des legendären Jungfrau-Turms statt. Die Spitze des Turms ist mit einem riesigen Samani geschmückt, daneben befindet sich die auf dem Turm installierte Fackel, deren Flamme das Erwachen der Natur und des Lebens symbolisiert.

#### Kasachstan
Die Kasachen rezitieren während der Nevruz-Zeremonien Mevlid-Gebete. Die Häuser werden im Frühjahr gereinigt und die Menschen tragen ihre beste Kleidung. Während der Nevruz-Feierlichkeiten werfen die Menschen Lehmtassen gegen Wände oder die Möbel, um sie zu zerbrechen und über das Feuer zu springen. Es ist bekannt, dass der Sprung über das Feuer ein Symbol dafür ist das Unglück und die Krankheit des vergangenen Jahres hinter sich zu lassen und einen gesunden Start in das neue Jahr zu machen. Die Kasachen bereiten während Nevruz eine besondere Mahlzeit mit dem Namen Nevruzköcö vor. Sie bereiten auch eine andere Mahlzeit namens Lapa zu, einen weichen Reis, und geben diesen an diesem Tag an ihre Nachbarn weiter.

#### Kirgisistan
Die Kirgisen nennen den ersten Tag des neuen Jahres Nooruz und bereiten an diesem Tag eine besondere Mahlzeit mit dem Namen Nooruz köcö zu und essen sie. Dies ist ein feuchter Sirup aus Mais oder zerstoßenem Weizen. Auz köcö, das auch als kavut bekannt ist, ist eine weitere besondere Mahlzeit, die für diesen Tag zubereitet wird. Traditionellerweise werden zudem Schafe geopfert. Am Vorabend des Festes müssen Haus und Hof in Ordnung gebracht werden. Die Kinder, die in dieser Zeit geboren sind, werden Nouruzbek oder Nouruzbai (Jungen) und Nouruzdjan oder Nouruzgül (Mädchen) genannt. An Nouruz gibt es noch eine besondere Tradition: Das Abbrennen des Wacholder, auch Artscha genannt und der kirgisische Nationalsport Kök-Börü.

#### Türkei
In der Türkei wurde das Nevruz-Fest über Jahre verboten. In den größeren Städten gelang es zwar, das Verbot durchzusetzen, die Bevölkerung in den ländlicheren Gebieten zelebrierte Nevruz aber weiterhin. In den Jahren 1991 und 1992 spitzte sich die Situation stark zu, es starben 125 Personen, als die türkischen Sicherheitskräfte das Verbot durchsetzen wollten. 1993 hob die Regierung das Verbot auf. Heute fördert die Regierung das Fest sogar; es können unter anderem Unterstützungsgelder zum Durchführen der Feste beantragt werden. Auch der staatliche Fernsehsender TRT Avaz veranstaltet am 21. März jeweils in der Türkei, aber auch in anderen turksprachigen Ländern Feste und sendet den ganzen Tag über ein Sonderprogramm.
Traditionell beginnen die Vorbereitungen, das heißt Hausputz und Vorbereitung der Speisen, am Vortag, dem 20. März. Am 21. März stehen die Leute früh auf. Sie gehen in frischer Kleidung und je nach Region mit Kaffee auf den Friedhof. Nachdem sie zurückgekehrt sind, müssen sie sich mit Wasser waschen und danach Wasser trinken. Dies soll die Seele reinigen. Im Anschluss wird gemeinsam gegessen. Gebäck mit Spinat, mit Zwiebelschalen gefärbte Eier, dünne Gebäckbrote, gebratene Kichererbsen, Burma Baklava und Süßigkeiten wie türkischer Honig gehören zu den Gerichten und Speisen, die am Nevruz-Tag serviert werden. Während des Essens spielen die Menschen Musikinstrumente und singen Volkslieder. Schaukeln und Steigenlassen von Drachen, die als Bayrak (Flagge) bezeichnet werden, sowie das Springen über Feuer sollen zur Unterhaltung dienen.

#### Turkmenistan
Die Türkmenen nennen den ersten Tag des neuen Jahres Novruz. Fünf oder sechs Tage vor Novruz beginnen die Familien mit dem Putzen ihrer Häuser. Es werden türkisches Gebäck wie Petir, Külce, Börek, Koko, Bovursak sowie Reis zubereitet. Es wird angenommen, dass die Zubereitung vieler verschiedener Speisen Glück für das nächste Jahr bringt. Semeni ist das besondere Essen, das während Nevroz hergestellt wird. Viele Familien kommen zusammen und bereiten das Essen in einem großen Kessel zu, indem sie dem Weizen Mehl und Zucker hinzufügen. Semeni wird am Tag vor dem Essen gekocht und für den Morgen des 21. März vorbereitet.

#### Usbekistan
In Vorbereitung auf den Feiertag räumen die Menschen ihre Häuser und Mahallas (Nachbarschaften) auf und kaufen neue Kleidung. Vor, während und nach Navruz ist es üblich, den Sumalak, das wichtigste zeremonielle Gericht des Feiertages, zuzubereiten. Sumalak ist eine süße Paste, die vollständig aus gekeimtem Weizen hergestellt und in einem großen Kessel gekocht wird. Zur Zubereitung von Sumalak versammeln sich Freunde, Verwandte und Nachbarn – in der Regel Frauen – um den Kasan, die alle abwechselnd die Mischung umrühren. Wenn der Sumalak fertig ist, wird er unter Nachbarn, Verwandten und Freunden verteilt. In Navruz besucht man auch Verwandte und Freunde und macht den Kindern Geschenke.

## Verbot von Nouruz
Außer in der Türkei wurde das Nouruz-Fest auch in Syrien über Jahre verboten.

## Kalendarische Bedeutung
Mit Nouruz beginnt in Iran und Afghanistan das neue Jahr. Die Zählung des neuen Jahres richtet sich in Iran als Land des indo-iranischen Kulturkreises nach dem Sonnenkalender. Es beginnt mit der Frühlings-Tag-und-Nacht-Gleiche zwischen dem 19. und 21. März und daher zusammen mit dem astrologischen Tierkreiszeichen Widder. Das Neujahrsfest gehört neben dem Herbstfest Mehrgan zu den ältesten traditionellen Festen der zentralasiatischen Region und des indischen Subkontinents.
Das islamische Neujahr ist nicht deckungsgleich mit dem Nouruzfest, da es sich nach dem islamischen Mondkalender mit nur 355 Tagen berechnet. Es wird stets im 12. islamischen Mondmonat nach der großen Pilgerfahrt Haddsch (Id al-Adha, „Kurbanfest“ oder „Opferfest“) als Ende des islamischen Mondjahres gefeiert. Es verschiebt sich jedes Jahr rückwärts um 10 oder 11 Tage innerhalb des Sonnenjahres, so dass 34 Mondjahre 33 Sonnenjahren entsprechen.